# Élections législatives de 1956 dans la Haute-Vienne
Les élections législatives de 1956 dans la Haute-Vienne sont des élections françaises qui ont eu lieu le 2 janvier 1956 dans le département de la Haute-Vienne dans le cadre des élections législatives françaises de 1956, sous la IVe République.
Ce sont les dernières élections législatives de la Quatrième république, après les élections de novembre 1946 et de juin 1951.

## Mode de scrutin
L'Assemblée nationale est composée de 626 sièges pourvus au scrutin proportionnel plurinominal suivant la règle de la plus forte moyenne dans le cadre départemental, sans panachage.
Le vote préférentiel est admis, en inscrivant un numéro d'ordre en face du nom d'un, de plusieurs ou de tous les candidats de la liste. Mais l'ordre ne pourra être modifié que si au moins la moitié des suffrages portés sur la liste est numéroté. Dans les faits les modifications ne dépasseront jamais les 7%.
La loi électorale du 7 mai 1951, dite loi des apparentements, reste en vigueur. Elle permet à la base une répartition des sièges à la représentation proportionnelle dans le département, mais si des listes « apparentées » avant le déroulement du scrutin obtiennent ensemble une majorité absolue de suffrages exprimés, elles reçoivent directement tous les sièges à pourvoir.
Dans le département de la Haute-Vienne, cinq députés sont à élire.

## Élus
| Député sortant | Parti | Parti | Député élu ou réélu | Parti | Parti |
| -------------- | ----- | ----- | ------------------- | ----- | ----- |
| Alphonse Denis |       | PCF   | Alphonse Denis      |       | PCF   |
| Jean Tricart   |       | PCF   | Jean Tricart        |       | PCF   |
| Jean Le Bail   |       | SFIO  | Jean Le Bail        |       | SFIO  |
| René Regaudie  |       | SFIO  | René Regaudie       |       | SFIO  |
| André Bardon   |       | ARS   | Roland Dumas        |       | UDSR  |

## Résultats

### Résultats à l'échelle du département
- Un apparentement de type Front Républicain réunit les listes UDSR-CRAP et Rad-soc.
- Un apparentement est conclu en soutien à la majorité sortante, entre les listes CNIP-ARS et MRP-RGR.

| Parti    | Parti | Tête de liste        | Résultats | Résultats | Appar. | Appar. | Sièges |
| Parti    | Parti | Tête de liste        | Voix      | %         | Voix   | %      | Nb.    |
| -------- | --- | -------------------- | --------- | --------- | ------ | ------ | ------ |
|          | Parti communiste français                                                                                                 | Alphonse Denis       | 64 135    | 35,77     | -      | -      | 2      |
|          | Section française de l'Internationale ouvrière                                                                            | Jean Le Bail         | 46 150    | 25,74     | -      | -      | 2      |
|          | Union démocratique et socialiste de la Résistance-Centre républicain d'action paysanne et de défense des classes moyennes | Roland Dumas         | 26 171    | 14,60     | 20 610 | 11,50  | 1 1    |
|          | Parti républicain, radical et radical-socialiste                                                                          | André Cramier        | 26 171    | 14,60     | 5 561  | 3,10   | -      |
|          | Centre national des indépendants et paysans-Action républicaine et sociale                                                | André Bardon         | 22 243    | 12,41     | 11 170 | 6,23   | - 1    |
|          | Mouvement républicain populaire-Rassemblement des gauches républicaines                                                   | Albert Besse         | 22 243    | 12,41     | 11 073 | 6,18   | -      |
|          | Union et fraternité française                                                                                             | Martial Plainemaison | 19 392    | 10,82     | -      | -      | -      |
|          | |                      |           |           |        |        |        |
| Inscrits | Inscrits | Inscrits             | 229 186   | 100,00    |        |        | 5      |
| Votants  | Votants | Votants              | 183 728   | 80,17     |        |        |        |
| Exprimés | Exprimés | Exprimés             | 179 276   | 97,58     |        |        |        |